# Квінт Сервілій Цепіон (консул 140 року до н. е.)
Квінт Сервілій Цепіон (лат. Quintus Servilius Caepio) — давньоримський політик  і полководець,  консул 140 до н. е., учасник  Лузітанської війни.

## Біографія
Був молодшим сином  Гнея Сервілія Цепіона; старший син був усиновлений Фабіями Максимами під ім'ям Квінт Фабій Максим Сервіліан і став консулом 142 до н. е..
У 140 до н. е. Цепіон став консулом і отримав в управління  Дальню Іспанію. У цей час на Піренейському півострові було тимчасове затишшя в ході Лузітанської війни, оскільки Сервіліан уклав мир з вождем лузітанів Віріатом. Договір, проте, був непопулярний і врешті-решт він був розірваний римлянами, після чого Цепіон відновив військові дії. У 139 до н. е. за завданням Цепіона три варвари — Аудакс, Дітальк і Мінур (лат. Audax, Ditalcus, Minurus) — вбили Віріата уві сні. Потім Цепіон переслідував Тантала, що став новим ватажком армії варварів і змусив його разом з армією скласти зброю. За умовами нового миру за Танталом були залишені невеликі земельні володіння, щоб лузітани не почали займатися розбоєм .
Під час війни Цепіон отримав сумну популярність жорстоким поводженням зі своїми солдатами, через що він уславився настільки непопулярним полководцем серед солдатів, що його кавалеристи одного разу спробували його вбити. Про можливий тріумф Цепіона нічого не відомо — в  Тріумфальних фастів за даний період є велика лакуна . Після повернення Цепіон виступав обвинувачем у судовому процесі проти  Квінта Помпея.